# Ayhan Taşkın
Ayhan Taşkın est un lutteur turc spécialiste de la lutte libre né le 6 janvier 1953 à Tarse.

## Biographie
Ayhan Taşkın participe aux Jeux olympiques d'été de 1984 à Los Angeles dans la catégorie des poids super-lourds et remporte la médaille de bronze.